# Achromotrichie

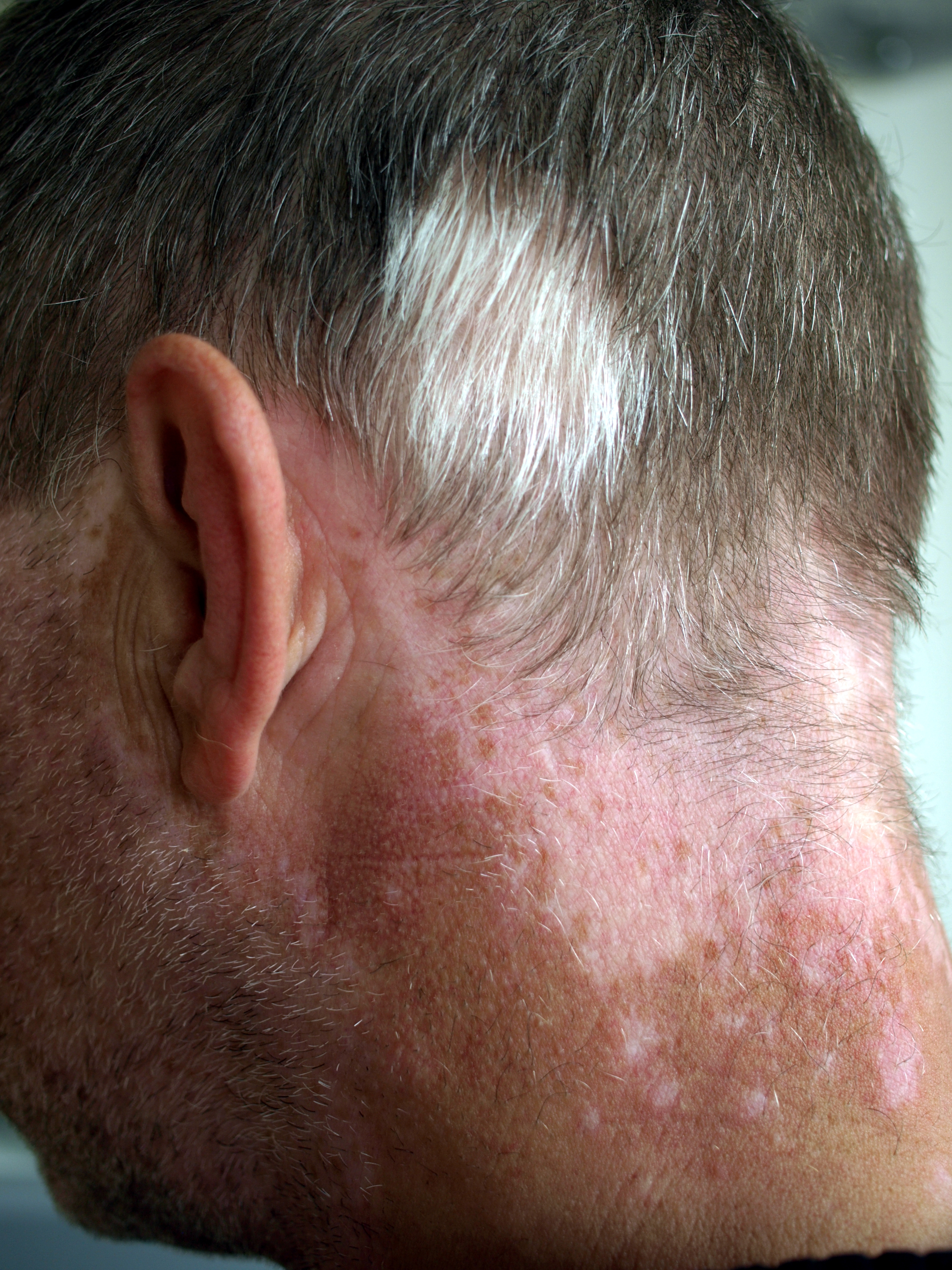
Dépigmentation de la peau et des cheveux sur un homme de 48 ans.

L'achromotrichie, du grec khrômatos (couleur) et trikhos (poil), est une dépigmentation de la pilosité concernant aussi bien les poils que les cheveux. 

## Causes
Cette absence de coloration serait liée à une hypomélanose, c'est-à-dire un défaut de production de mélanine ou à la disparition des mélanocytes.[pas clair] [réf. souhaitée]
L'achromotrichie peut aussi être induite par un traitement à la chloroquine.